# Jean Nicolas Truchelut
Jean-Nicolas Truchelut est un horloger, inventeur puis photographe français, né le 26 août 1811 à La Bresse et mort le 23 juillet 1890 à Neuilly-sur-Seine.
Entre 1839 et 1889, il dépose différents brevets d'inventions liés, entre autres, à l'horlogerie et à la photographie. Il fut notamment l’un des 15 élèves de Daguerre, photographe des Académies de France,, contributeur régulier pour la presse française, membre de la Société française de photographie et président de la Chambre syndicale de la photographie. Il est surtout connu pour avoir inventé le panotype.

## Biographie

### Premières années et formation
Jean Nicolas Truchelut, né le 26 août 1811 à La Bresse dans le département des Vosges est le fils de Nicolas Truchelut, un cultivateur originaire du village voisin de Gerbamont et de Marie Jeanne Hans, fille d’un cultivateur de La Bresse. Le couple s’installe à la Bresse, dans une ferme à « la Clairie ». Nicolas Truchelut y loue ses bras comme marcaire. Vers 1822, il se reconvertit dans l'horlogerie. La région était depuis la fin du XVIIIe siècle investie par les horlogers suisses. À la suite de la suppression des faveurs royales qui leur avaient été accordées, la plupart regagnèrent leur région natale. Commença alors l’ère d’une production locale dont Besançon deviendra la capitale française.
Bien qu'étant issu d'une famille modeste, Jean Nicolas Truchelut reçoit une bonne éducation. Son père l'initiera à l'horlogerie, tandis que son oncle maternel, également l'instituteur du village, lui apportera les connaissances rigoureusement nécessaires à tout citoyen français de ce début de XIXe siècle. Durant son service militaire, le jeune homme finira cinquième à un concours de grammaire organisé par l'académie nationale de Metz.

### L'horloger
À la fin des années 1820, Truchelut père et fils sont des horlogers ambulants et parcourent la campagne entre villes et villages. En 1831, Jean Nicolas, alors âgé de 20 ans, est reçu éligible au devoir civique. Trois ans après, alors qu'il sert toujours sa patrie, son père est retrouvé mort près d’Aix-en-Provence, laissant derrière lui sa femme et trois enfants. Jean Nicolas, seul garçon, se retrouve soutien de famille. Il s’établit d'abord à Langres, comme horloger ambulant, puis à Lyon où il semble parallèlement collaborer avec Auguste Gros, un horloger du 26 quai Saint-Antoine. En 1839, il dépose son 1er brevet d'invention pour une montre qu'il nomme « montre thexique ou à réveil ». Ce brevet est souvent cité comme l'un des brevets précurseurs au réveille-matin d’Antoine Redier. Le 20 mars 1839, il épouse Françoise Pierrette Joséphine, fille du docteur Gastier, un médecin de ville du bourg de Thoissey au nord de Lyon. Rapidement leur premier enfant viendra au monde, mais Jean Nicolas Truchelut était déjà à Paris, où il cherchait à s'initier à la photographie.

### Le photographe

#### Préparateur de Louis Daguerre

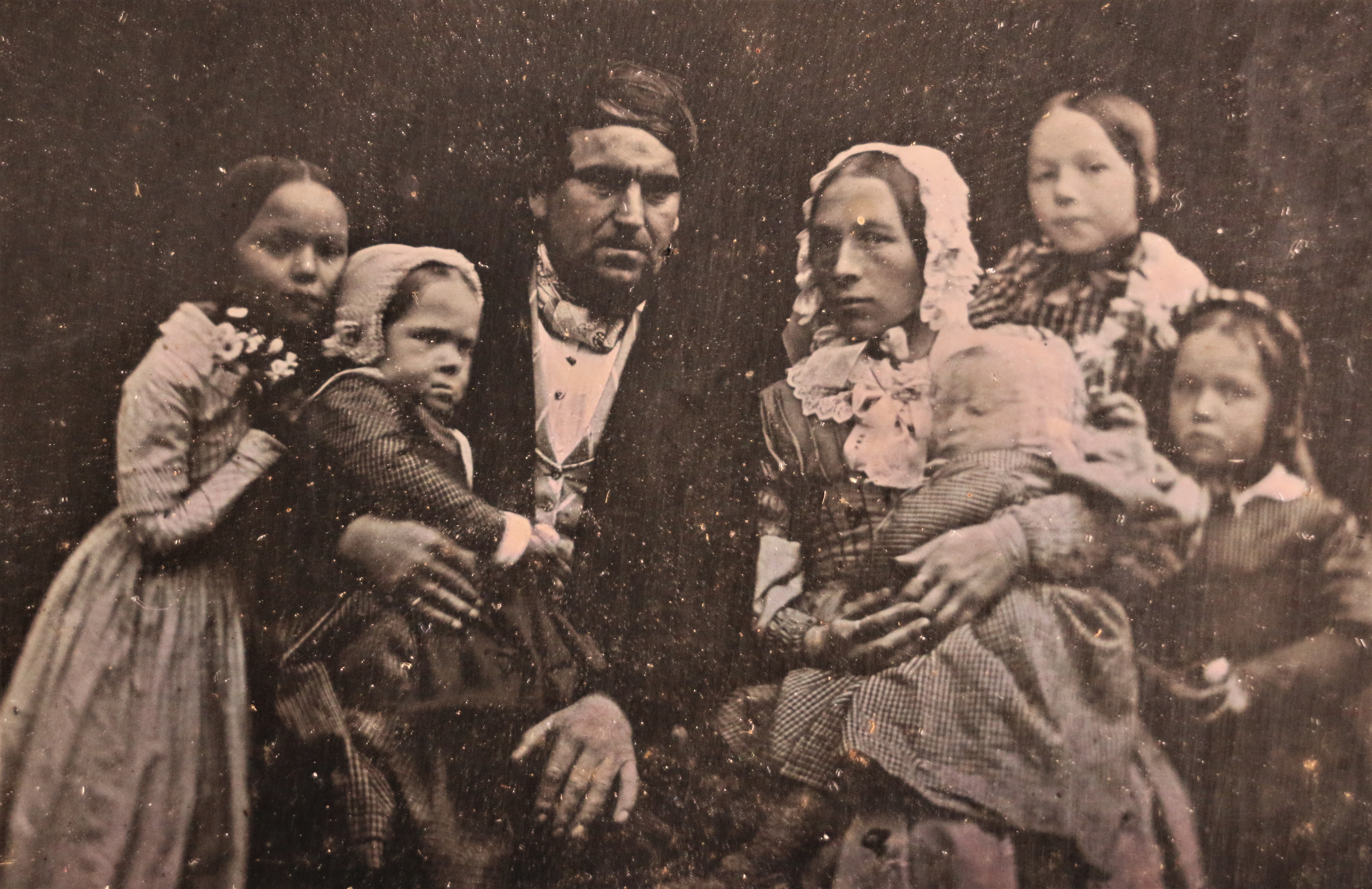
Daguerréotype par Truchelut en 1845.

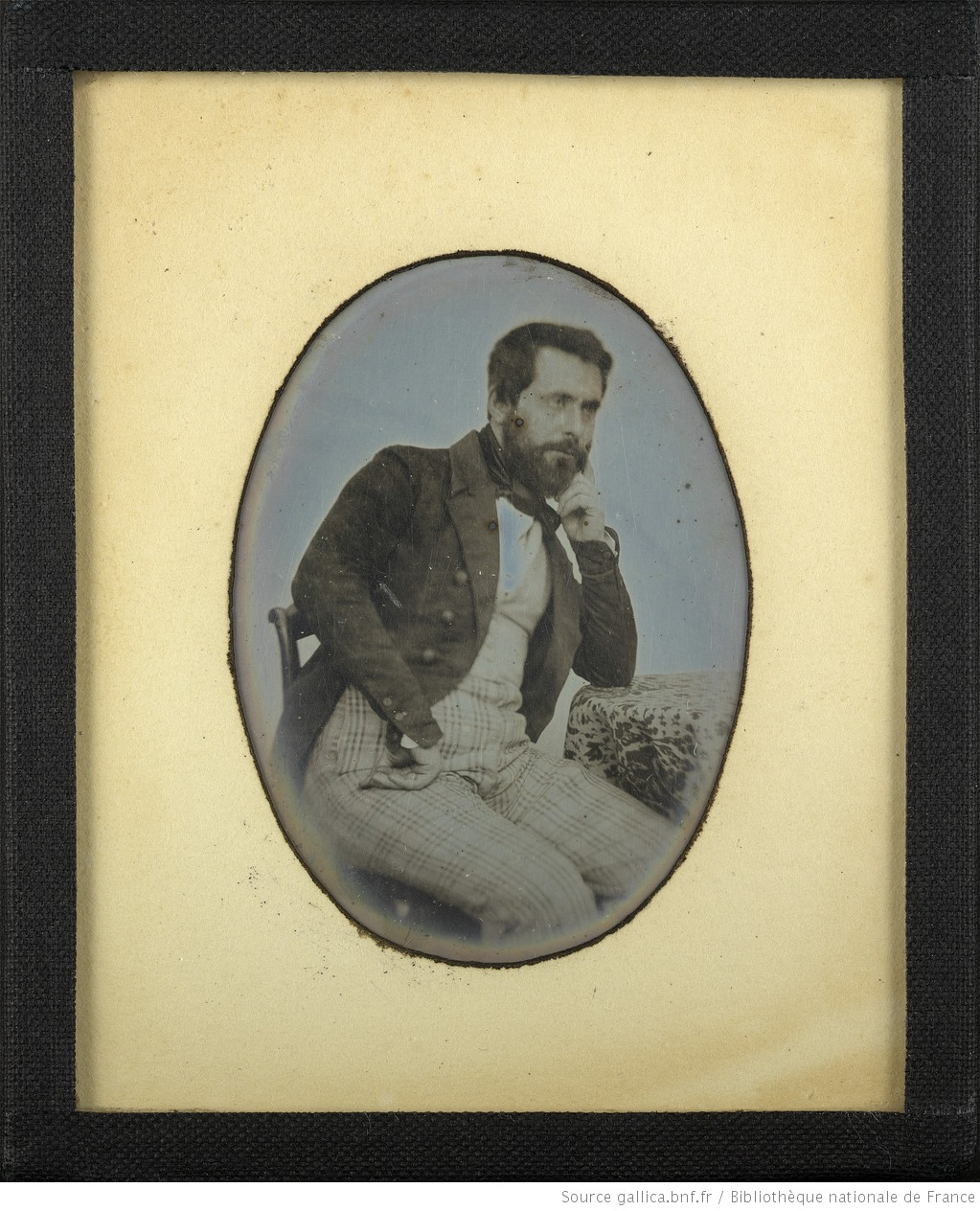
Portrait de Truchelut, par Victor Chevalier.

Lorsque François Arago présente, le 7 janvier 1839 devant l'Académie des Sciences de Paris, le daguerréotype, l’invention suscite un engouement immédiat. L'avènement de la photographie ouvre la voie à une nouvelle activité professionnelle. L’ambitieux jeune homme de 28 ans s'initiera dès la fin de l'année 1839 au nouveau médium en devenant l'un des élèves du maître. Il restera à son service jusqu'en 1841, comme l'un de ses préparateurs.
En 1846, son épouse meurt à l’âge de 27 ans, mais Truchelut est sur les routes. De 1841 à 1852, Jean Nicolas sillonne la France. Il est probable qu'il propose un double service : la daguerréotypie et l'horlogerie. Le plus souvent, ces daguerréotypistes ambulants étaient issus d’une formation étrangère à la photographie même, et nombre d’entre eux continuèrent de pratiquer leurs anciens métiers. On peut suivre une partie de la route de Jean Nicolas à travers la presse locale qui annonce son passage. Il est, par exemple, en juillet 1844, à Tours (Indre-et-Loire), en janvier 1847, à Langres (Haute-Marne), ou encore en 1850, de passage à Colmar (Haut-Rhin).
Le passage de Truchelut à Tours, le samedi 13 juillet 1844, est ainsi évoqué dans le Journal d'Indre-et-Loire : « Le Daguerréotype, quoique d'invention toute récente, est déjà devenu populaire. Tous les jours, ses merveilleux résultats excitent une juste admiration, mais bien peu de personnes sont encore initiées dans son mystérieux travail. Un des plus habiles artistes en daguerréotype, M. Truchelut, collaborateur et ami de l'ingénieur Victor Chevalier, est en ce moment à Tours. Il doit donner demain dimanche à 2 heures, une séance publique de photographie dans laquelle il expliquera tous les secrets de la chambre obscure. L'autorité a bien voulu mettre à la disposition de M. Truchelut une des salles de l'hôtel de ville. »
La preuve de cette amitié, est aujourd'hui conservée à la Bibliothèque nationale de France, sous la forme d'une inscription manuscrite par Victor Chevalier au dos du daguerréotype qu'il réalise de son collaborateur, « Souvenir d'amitié à mon ami Truchelut ».
En 1847, il est reçu au grade de Maître par la Loge « Les vertus Réunies » à l'Orient de Vitry-le-François. L'année suivante, il épouse en secondes noces Joséphine Adèle Félicité Herbin à Vanault-les-Dames, Truchelut étant domicilié dans sa ville natale. Le couple s'installe non loin, dans la commune de Vagney. Il est probable que son activité d'horloger était plus rentable et nourricière à cette période, d'où une semi-sédentarisation dans le Grand Est français, berceau de cette activité en France.

#### Le panotype et les studios de photographie bisontins

##### Le panotype
En 1851, le négatif au collodion humide se répand. Il permet, entre autres, la réalisation d'une photographie positive sur verre. Présenté sur un fond sombre, le négatif est alors perçu comme un positif. L'ensemble est scellé hermétiquement dans un montage identique à celui des daguerréotypes. Il permet surtout au photographe ambulant de proposer des portraits moins coûteux et nécessitant un temps de pose moindre que le daguerréotype. Cette nouvelle photographie, nommée plus tard ambrotype, rencontre un véritable succès. Cependant elle contraint le photographe ambulant à transporter une lourde charge de verre dans ses malles. Jean Nicolas Truchelut dira avoir eu l'idée, durant l'été 1852, de transférer la couche collodionnée, de la plaque de verre, directement sur un morceau d'étoffe sombre. Début 1853, il cherche des collaborateurs pour améliorer sa technique, parmi eux, l'entreprise Wulff & Cie. Le 10 août 1853, cette dernière, tente de lui dérober son invention en déposant une demande de reconnaissance à l'Académie des Sciences. La demande fut refusée pour défaut d'information sur le mode opératoire. Truchelut avait également écrit une lettre, de contestation afin de revendiquer la paternité. Cette invention, d'abord nommée « toile cirée » ou « taffetas gommé » , prendra finalement le nom de panotype durant le XXe siècle.

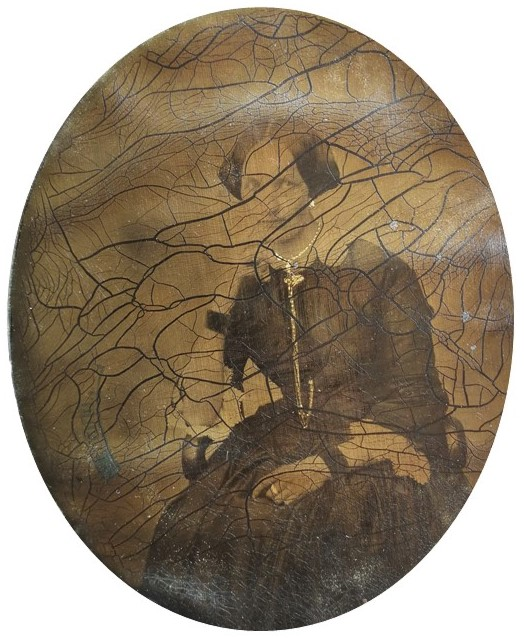
Panotype par Truchelut réalisé fin 1852.
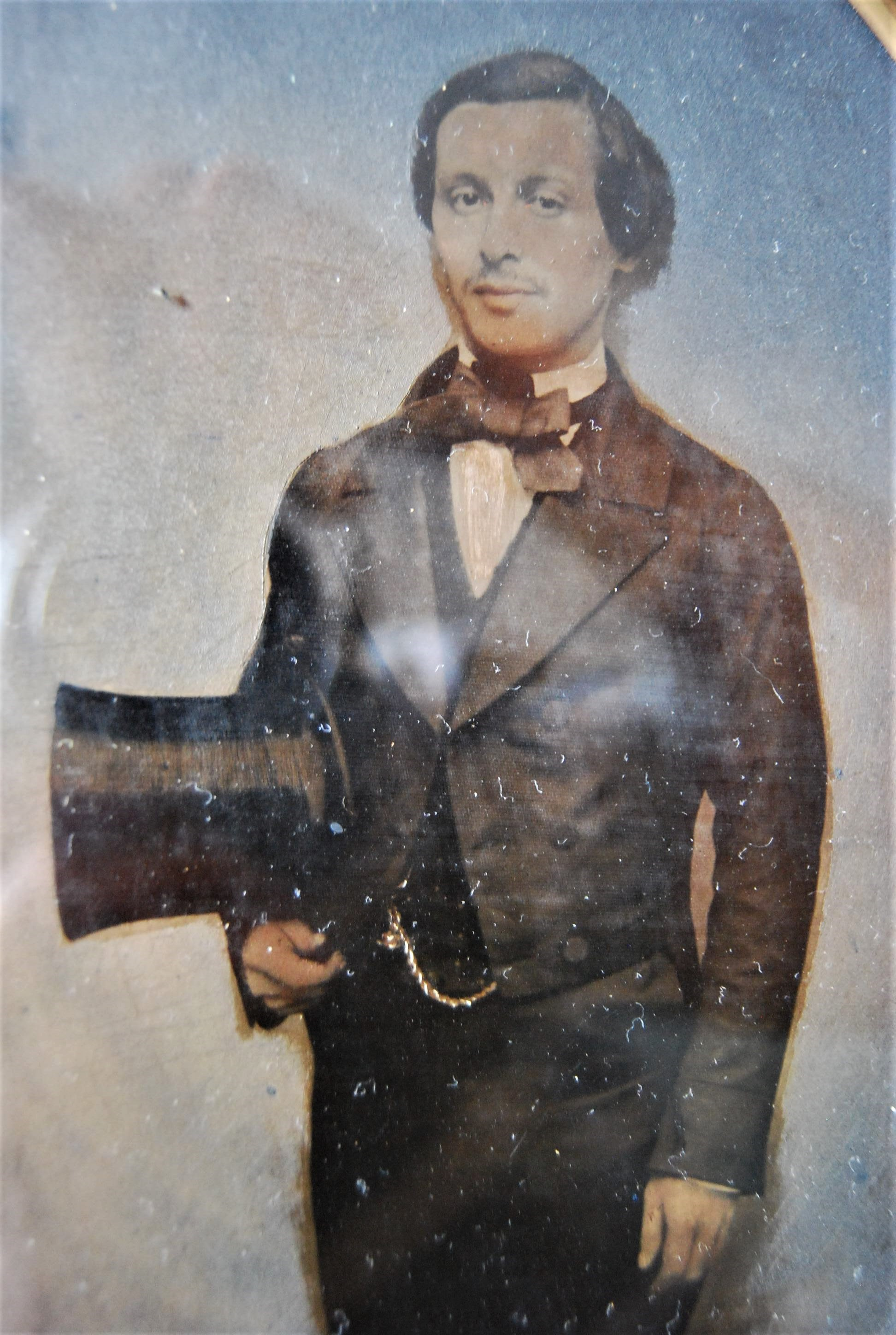
Panotype par Truchelut vers 1857.

##### 7, rue de l’Arsenal

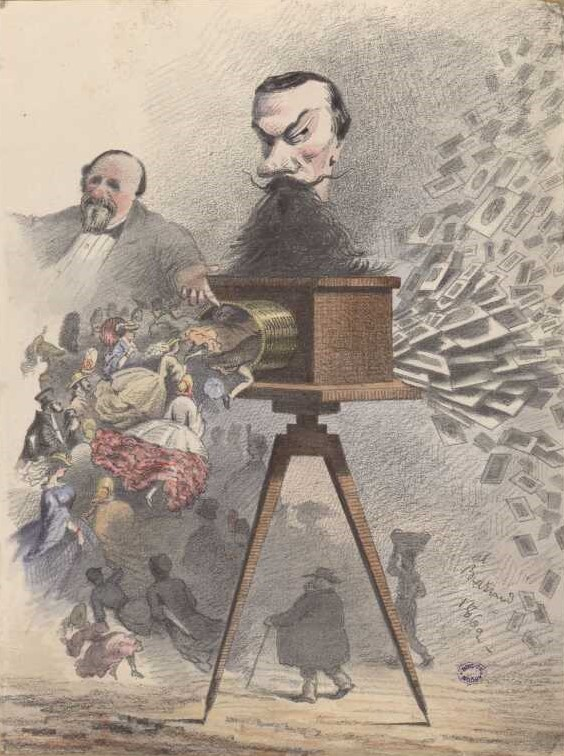
Caricature de Truchelut par Bertrand.

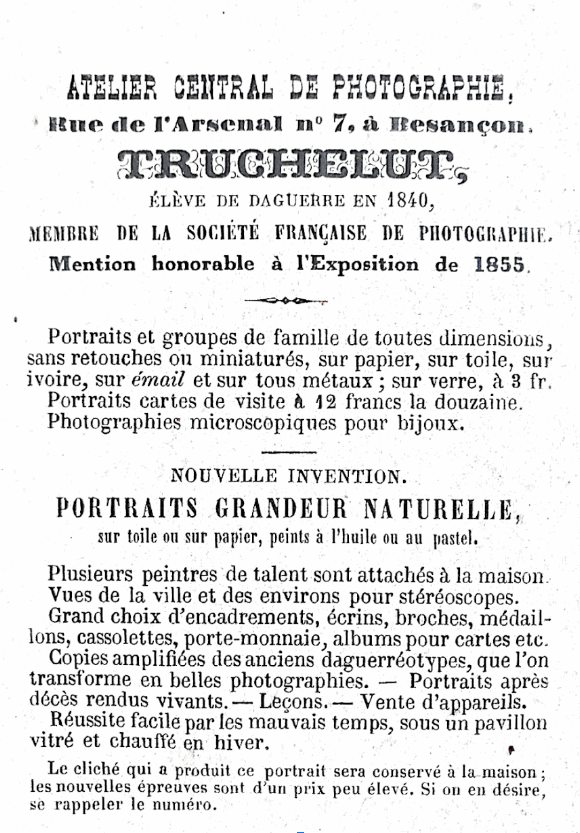
Atelier Central de photographie 7 rue de l'Arsenal à Besançon.

La même année (1853), Jean Nicolas Truchelut se sédentarise définitivement en ouvrant au 7, rue de l’Arsenal, le premier studio photographique de Besançon. Rapidement son atelier devient un lieu recherché par les militaires de cette ville de garnison, puis les ecclésiastiques, grands amateurs de portraits. Enfin, l’abondante bourgeoise locale achèvera de fonder son succès. Très vite, il propose à ses clients les nouvelles inventions photographiques comme l'atteste la publicité au dos de ces cartes de visites « photographie au charbon » : un brevet d'invention de 1855 déposé par Louis-Alphonse Poitevin. Voyageant régulièrement à Paris, il participe à la première exposition universelle  française, où il obtient une mention honorable pour ses panotypes. En 1857, à la deuxième exposition de la Société française de photographie, dont il était membre depuis l'année précédente. En 1860, c'est Besançon, qui souhaite se positionner comme la capitale de l'horlogerie. Pour cela, la ville ambitieuse conçoit la troisième exposition internationale, sur le modèle de l'exposition universelle de Paris. Le chemin de fer achemine un grand nombre de visiteurs dont une grande partie passe devant l'objectif de Truchelut.  Son atelier fourmille alors d'une équipe d'assistants, parmi lesquels : un ancien élève de Gustave Le Gray, Jean Marie Viane, et sa future épouse Françoise Alexandrine Désirée Houillier ; on trouve également Félix Théodore Valkman, qui deviendra plus tard le gendre de Truchelut (il succédera à Jean Nicolas Truchelut, en association avec son beau-frère Théodore Truchelut). L'artiste bisontin Alexandre Bertrand laissera dans ses carnets de croquis un dessin à charge du succès de Truchelut.

##### 14, Grande Rue

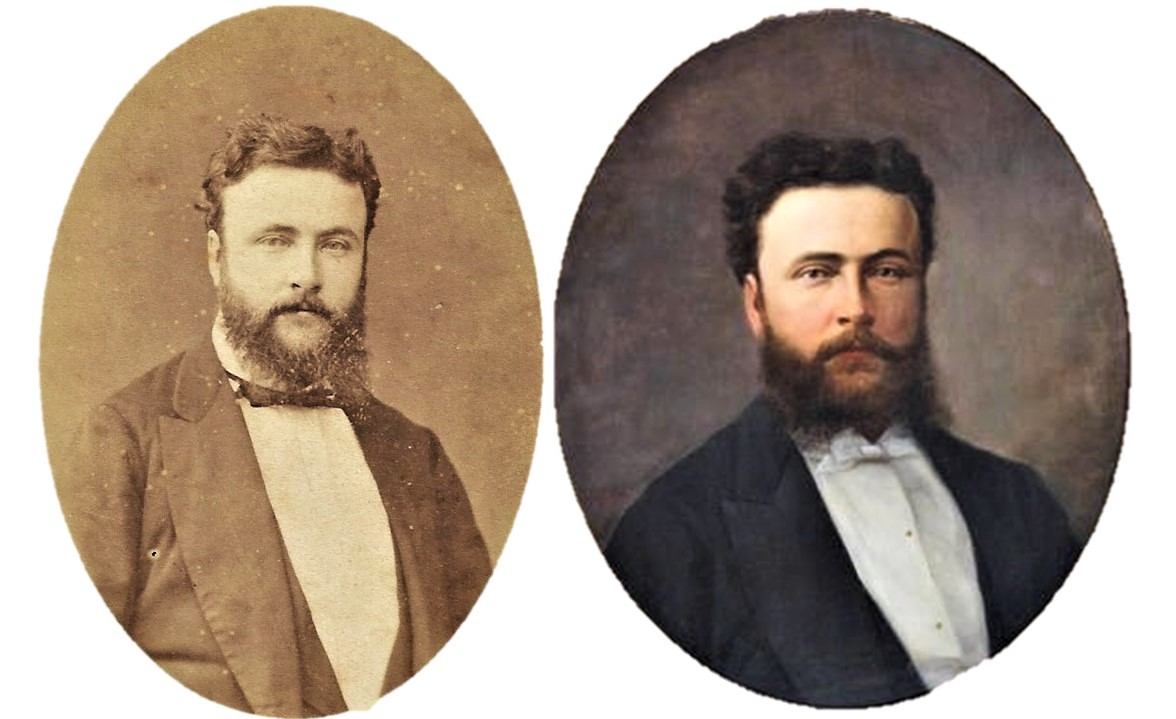
Portrait d'homme par Truchelut en photographie et par les procédés de peinture.

Avec l'influence grandissante de la photographie sur la peinture, adjoint au succès commercial du studio parisien Mayer et Pierson qui s'est spécialisé dans le portrait photographique retouché à l'aquarelle ou à l'huile, Truchelut devine le marché possible qui pourrait s'offrir à lui. En 1863, il ouvre un second studio au 14 Grande-Rue à Besançon, dans lequel il commence à exécuter de « Grands portraits peints à l'huile sur toile sans autre modèle qu'un Portrait carte ». Il s'agit de son nouveau brevet, utilisant les progrès dans les procédés d'agrandissement photographique. Pour réaliser ses peintures, il utilise les talents de Claude Nicolas Bourcheriette. Ce dernier exécutait déjà les rehauts à l'aquarelle et à l'huile sur les photographies du 7 rue de l'Arsenal. Les talents de portraitiste de Truchelut, et l’expérimentation de nouveaux procédés de tirage, lui permettent de maintenir une activité florissante, ce qui n’était pas le cas de nombreux studios. Ce fut certainement ce qui encouragea Truchelut à vouloir conquérir un nouveau public. Il installe un atelier de photo-peinture à Passy.
Finalement, en 1866, il vend son studio du 7 rue de l'Arsenal, incluant l'ensemble des clichés à Élise Mauvillier et son fils Alfred Robardet. Le matériel de studio quant à lui est cédé à son préparateur Jean Marie Viane, qui s'était installé, en 1863, à quelques numéros de son second studio.

#### Les studios de photographie parisiens

##### 9, quai de Passy

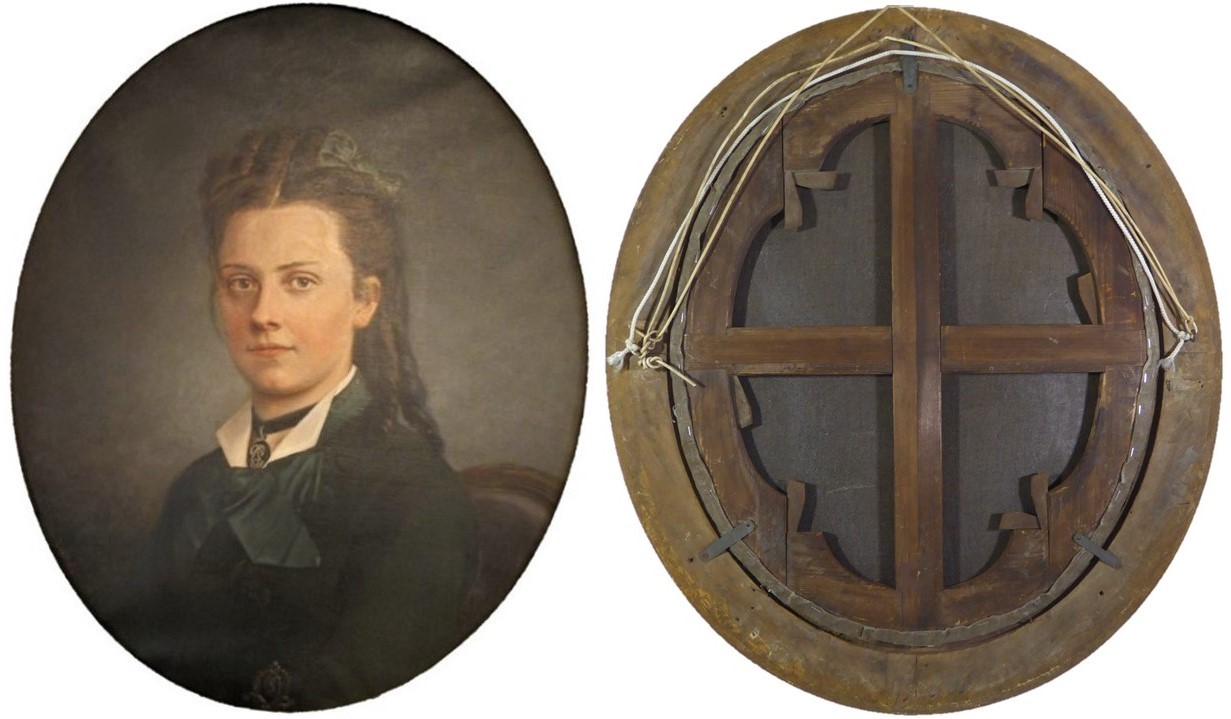
Lucie Jamin, première épouse de Henri Becquerel par Truchelut.

L'ancienne commune de Passy fraîchement rattachée à la capitale lors de l'extension de Paris en 1860, connaît une urbanisation galopante, particulièrement activée par l'ouverture en 1854 de la ligne d'Auteuil et l'aménagement de l'avenue de l'Impératrice. Des personnalités de la haute société délaissent le centre de Paris pour se faire bâtir des hôtels particuliers le long de cette nouvelle avenue. Le studio photo-peinture de Truchelut est installé plus bas, au 9, quai de Passy (aujourd'hui avenue du Président-Kennedy), à quelques pas d'une riche clientèle comme le 2e duc de Conegliano et son épouse (qui résident à l'hôtel particulier de Singer) ou le psychiatre Émile Blanche, successeur en 1852 de son père Esprit Blanche qui avait, depuis Montmartre, transféré en 1846 sa clinique dans l'Hôtel de Lamballe, un lieu recevant l'élite artistique : les compositeurs Hector Berlioz, Georges Bizet ou Charles Gounod par exemple, mais également des personnalités de l'époque comme la comtesse de Castiglione. Dans ce studio, Truchelut réalise uniquement ces photo-peintures, dont la ressemblance avec une véritable peinture est saisissante. Toujours exécutée sur toile, montée sur un châssis et encadrée à l’identique comme le montre le portrait de Lucie Jamin, première épouse du physicien Henri Becquerel, exécuté vers 1877.

##### 98, rue de Richelieu
Fin 1866, la famille Truchelut élit domicile dans la capitale. Jean Nicolas ouvre son studio au 98, rue de Richelieu, exactement entre celui de Disdéri et celui de Pierson & Mayer. Il espère ainsi dans un premier temps, faire comme beaucoup d'autres photographes moins réputés, récupérer la clientèle perdue de ces grands ateliers de photographie à la mode. L'année suivante, il participe à l’Exposition Universelle. Malheureusement, les tensions politiques entraînent la Guerre franco-prussienne qui occasionne la chute de Napoléon III. Après l'épisode de la Commune, la plupart des photographes se retrouvent complètement ruinés. Nadar, par exemple, recommence brièvement une activité dans la photographie, avant tout pour réaliser des travaux qui lui assurent sa subsistance.

##### 17, rue de Grammont dit la «Photographie Universelle»

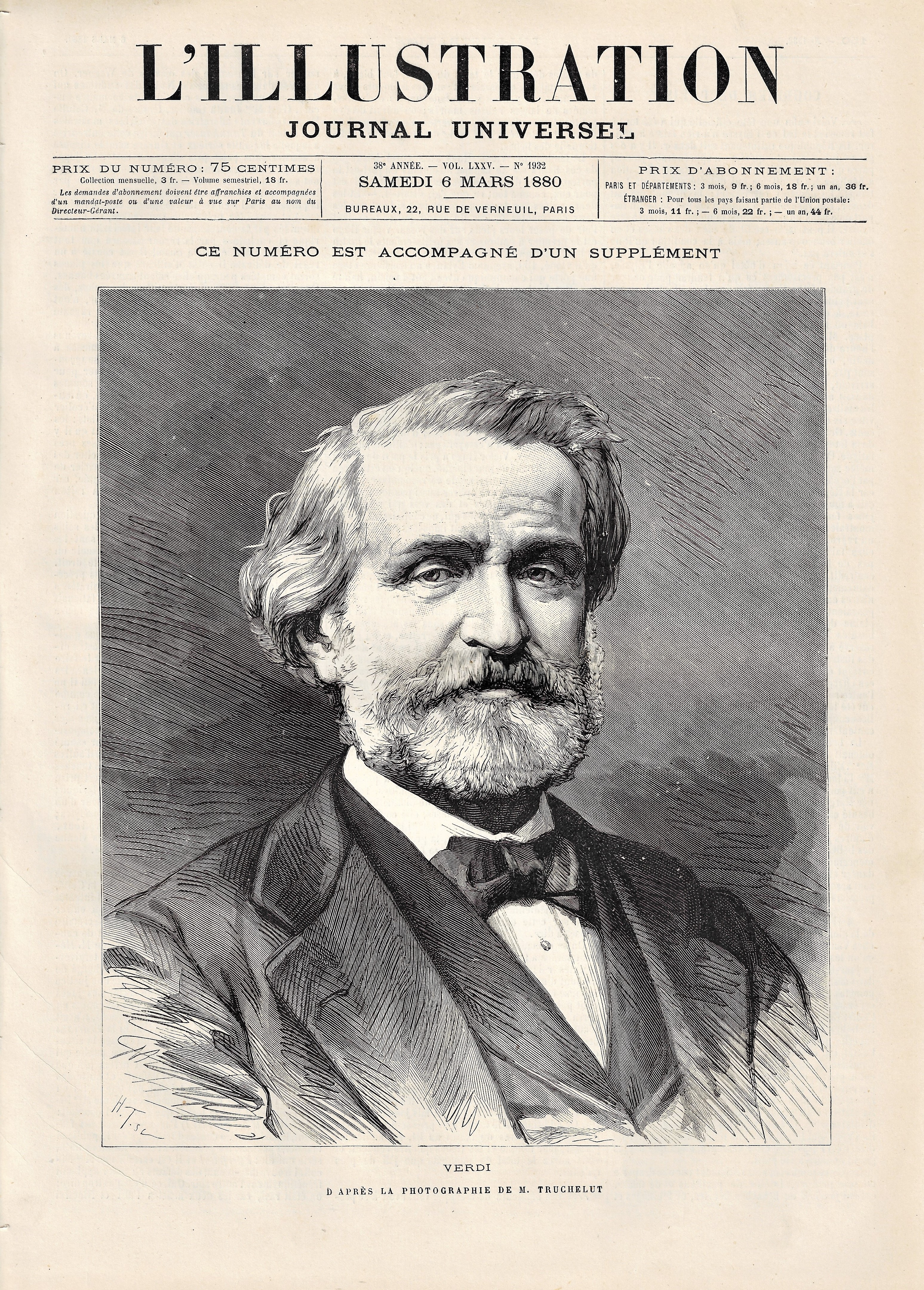
Verdi par Truchelut - L'Illustration - 6 mars 1880.

En 1871, cinq ans après avoir rejoint la capitale, Jean Nicolas Truchelut recommence en s'installant à la "Photographie Universelle". Un grand établissement de photographie fondé par Jean-Baptiste François Marie Giraldon. Ce dernier était un graveur-éditeur, qui s'est également intéressé à la photographie. Giraldon avait créé en 1861 la société Giraldon, de Mondiri et Cie ayant pour objet la production et la vente de photographies, de gravures et de livres de gravures. Il s'essaye dans un premier temps également à la photographie mais rapidement se tourne vers d'autres photographes. En 1863, l'établissement est mis en vente, Eugène Hallier un de ses collaborateurs l’acquiert pour la somme de 30 000 francs. Le rachat comprend l'établissement du 17, rue Gramont, sa clientèle et l'achalandage, le matériel de photographie, les meubles meublant le studio ainsi que la marchandise. Giraldon et Hallier produiront des photographies et des gravures, signant indépendamment avec leur propre nom ou celui générique de la "Photographie Universelle". L'enseigne qui avait déjà une petite réputation avait produit des images de célébrités contemporaines : Gioachino Rossini, Adelina Patti... Truchelut développe l'activité en devenant le photographe de l'Institut de France. Il crée, dès lors, une série de portraits photographiques à collectionner, produite en format carte-de-visite et cabinet, qu'il nomme « cartes album ». Cette série lui permet également de collaborer avec la presse nationale, dont la photographie est devenue un atout commercial et concurrentiel. Par ailleurs, le travail de photographie est dorénavant reconnu dans la presse comme modèle d'illustration. C'est à cette période que les mentions « d'après photographie… » se généralisent (en complément du nom du graveur), ce qui va largement contribuer à la notoriété de Truchelut. Il débute avec L'univers illustré en 1874, puis Le Monde illustré en 1875 suivront d'autres titres comme Le Journal illustré ou Le Figaro. Son portrait du compositeur Giuseppe Verdi en couverture de L'Illustration fait partie de ses contributions les plus connues.
En 1875, sa fille Marie Victoire Adèle épouse son ancien assistant d'atelier de Besançon, Félix Théodore Valkman. Valkman rejoint l'affaire familiale où Joséphine Adèle Félicité Truchelut son épouse, Théodore son fils et Marie sa fille travaillaient. Cette même année, Jean Nicolas Truchelut entre au bureau de la Chambre syndicale de la photographie. Le 14 octobre 1879, il est élu avec Lévy, vice-président. Son gendre Valkman fait également partie du bureau. À la suite de la démission de Berthaud, l'ancien président, Truchelut est nommé nouveau président. En 1881, le 11 novembre, à 70 ans, Truchelut décide de céder la main, il quitte la présidence de la Chambre syndicale de la photographie au profit de Lévy, qui le nomme « président honoraire ». En 1889, Jean Nicolas Truchelut se retire de la vie publique et intègre la toute nouvelle maison de retraite de la Fondation Galignani à Neuilly-sur-Seine,, il y décède le 23 juillet 1890, à l'âge de 78 ans et 11 mois.

### Truchelut&Valkman
Le 31 décembre 1880, la société en nom collectif "Truchelut et Valkman" sous la raison sociale « Photographie universelle » est créée par son fils Théodore Truchelut et son beau-fils Félix Theodore Valkman. Si l'entreprise produit de nouvelles photographies, elle gère principalement le fonds de célébrités créé par Jean Nicolas durant les dix dernières années.
Trois ans plus tard, Théodore Truchelut se sépare de son beau-frère, probablement à la suite d'un désaccord, quand celui-ci souhaita acquérir l'établissement de phototypie de Meunier. Théodore Truchelut reprend alors une carrière de chimiste et Félix Theodore Valkman poursuit son objectif en achetant l'entreprise de Meunier, le 13 novembre 1883, pour la somme de 13 500 francs. Cette dernière, initialement située au 98, rue des Dames, déménage dans les nouveaux locaux de Valkman, au 22, rue Bertholet. Malheureusement, Valkman ne rencontre pas le succès escompté et doit rapidement se résigner à la revendre pour ne pas faire banqueroute. En janvier 1885, Valkman vend à Étienne Giraud le fonds de photographies connu sous la raison sociale « Photographie universelle » pour la somme de 15 000 francs. Il négocie avec Giraud la possibilité de l'administrer pendant 9 ans en qualité de directeur gérant. Il s'installe au 16, rue de Lancry, puis au 31, rue de Calais à Argenteuil.

### Postérité
Contrairement à d'autres fonds photographiques, celui créé par Jean Nicolas Truchelut, ne survivra pas au 20e siècle. Son nom ou l'histoire de son invention (le panotype) ont rapidement été oubliés. Ironie de l'histoire, Georges Wulff, descendant de l'entreprise qui avait tenté de dérober l'invention du panotype, fut l'un des journalistes qui rapporta dans les colonnes du journal le Gaulois, le discours de Georges Potonniée, membre de la Société française de photographie, à l'occasion du centenaire de la photographie, le 2 juillet 1925. L'invention qui était alors oubliée, n'avait pas fait l'objet d'une mention par Potonniée, dans l’historique des grands noms et inventions de la photographie. Georges Wulff écrivit en complément de son article : « Peut-être voudra-t-on bien nous permettre d'ajouter à ces noms celui de mon père, M. Léon Wulff, aux savantes recherches duquel l'on doit l'invention de la Panotypie, qui fut une sorte de transition entre la daguerréotypie et la photographie proprement dite et dont les épreuves sur toile sont demeurées, après trois quarts de siècle, aussi belles que le premier jour ».
Il faudra attendre le début du XXIe siècle pour que des recherches soient entreprises par Christophe Dubois Rubio, et l'histoire du panotype et de son inventeur redécouverte.

Début 2021, Roger Martinois, historien et président du Cercle pour la promotion de l'histoire de Jœuf, découvre un album de famille permettant de remettre un visage sur certains membres de la famille Truchelut.

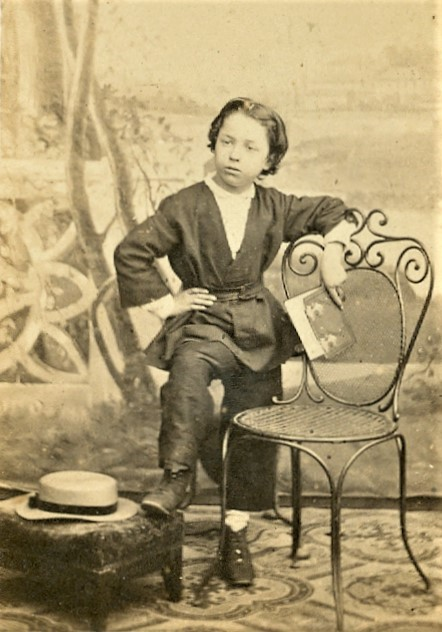
Théodore Truchelut, à l'âge de 10 ans.
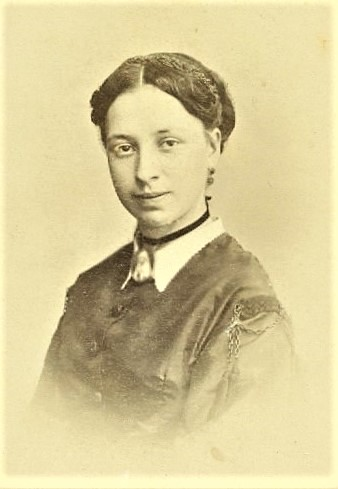
Marie Truchelut, à l'âge de 18 ans.
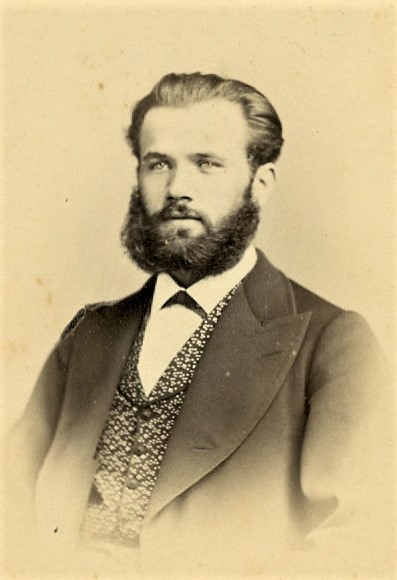
Félix Theodore Valkman, vers l'âge de 22 à 25 ans.

## Galerie

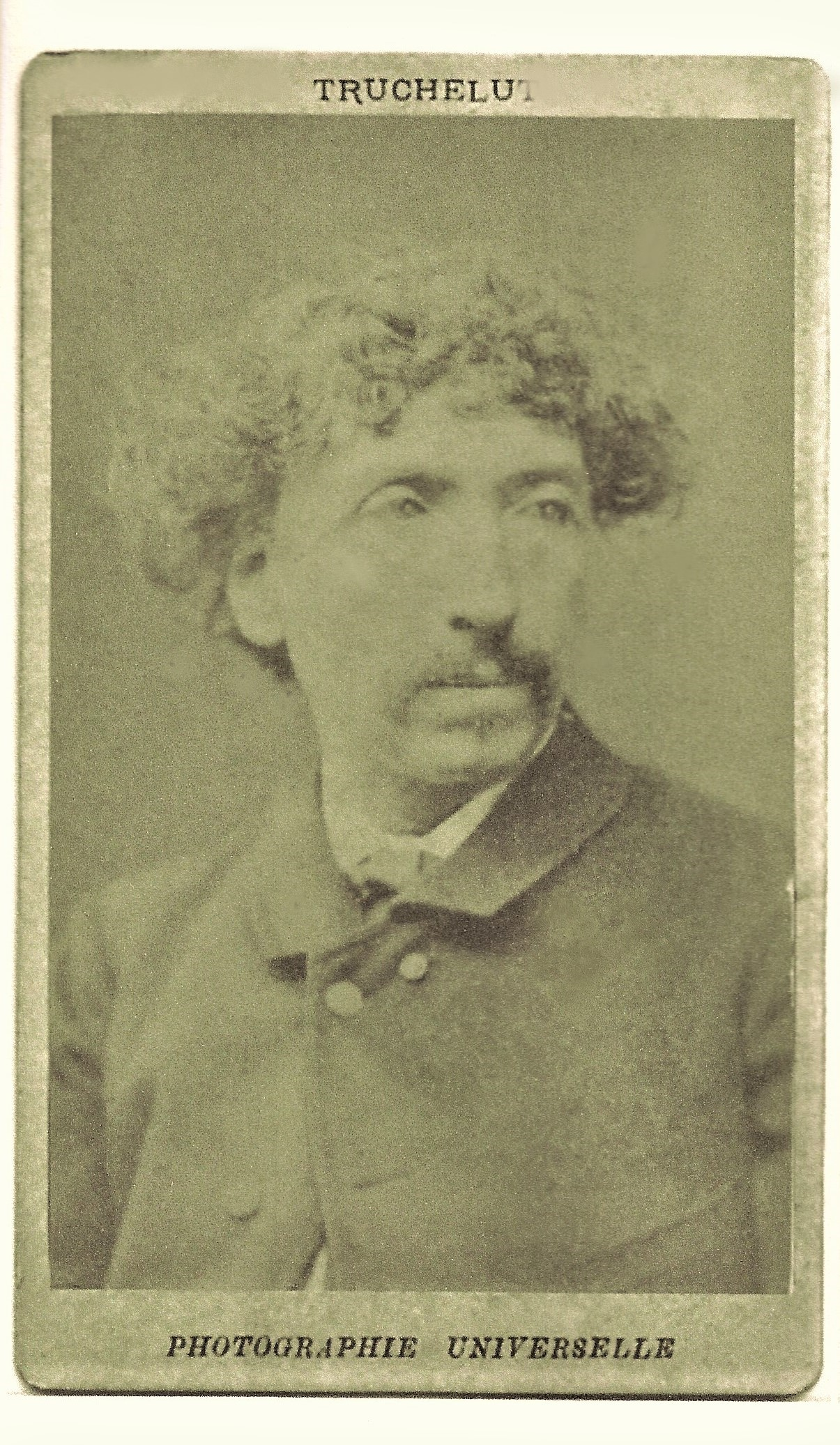
Charles Garnier - architecte.
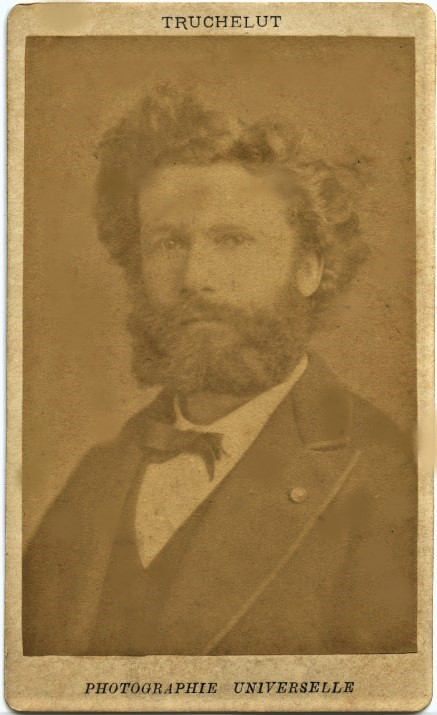
Camille Flammarion - astronome.
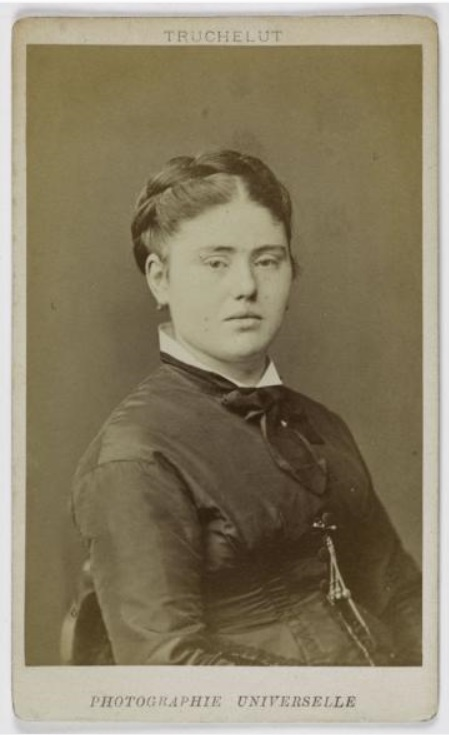
Madame Duruof - aéronaute.
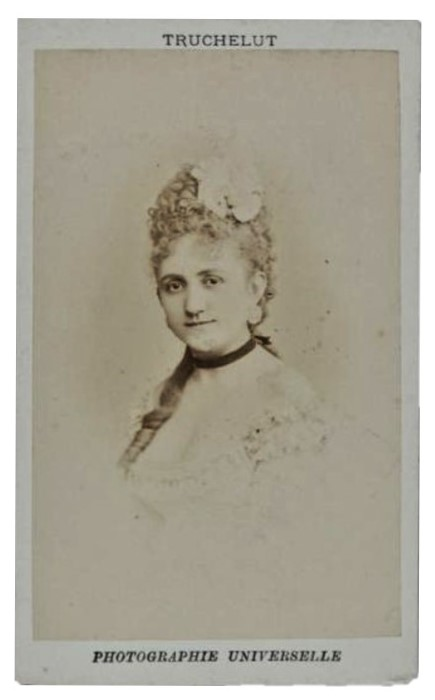
Mademoiselle Priola - actrice et chanteuse à l'Opéra Comique.

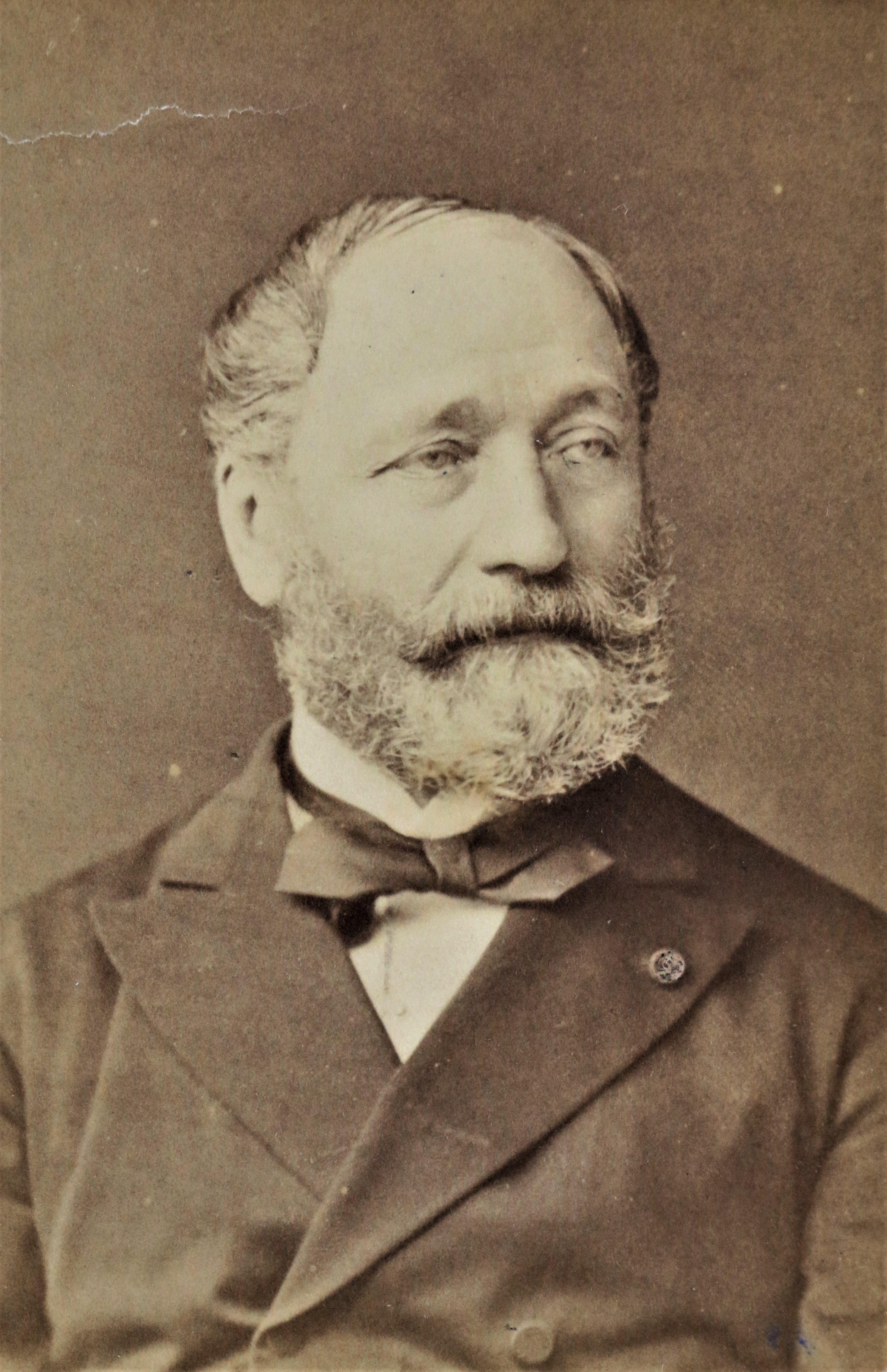
Théodore Ballu - architecte.
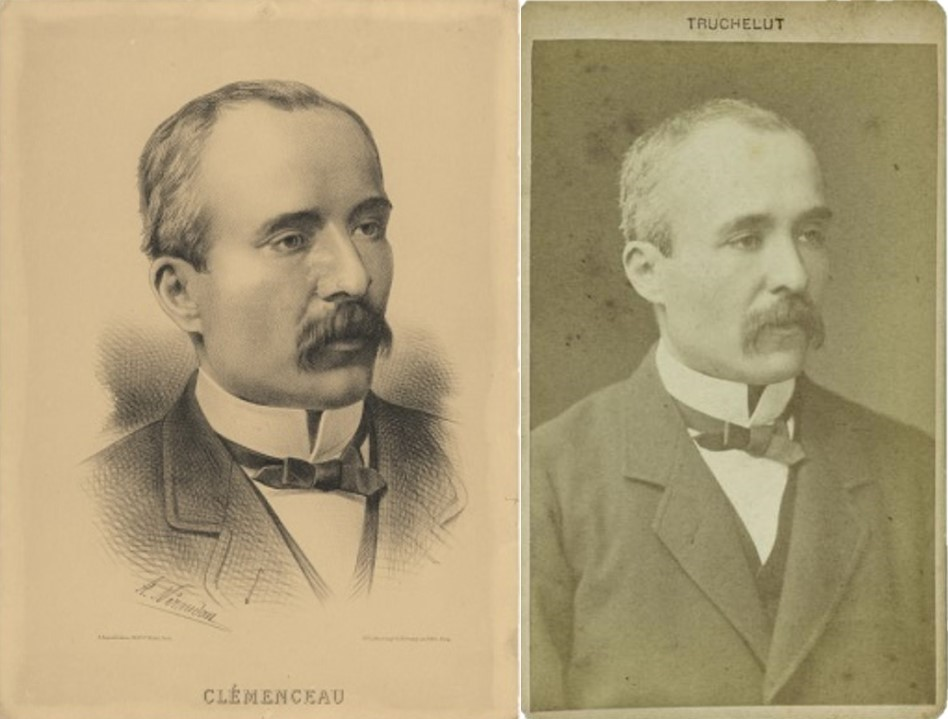
Georges Clemenceau  - homme politique.
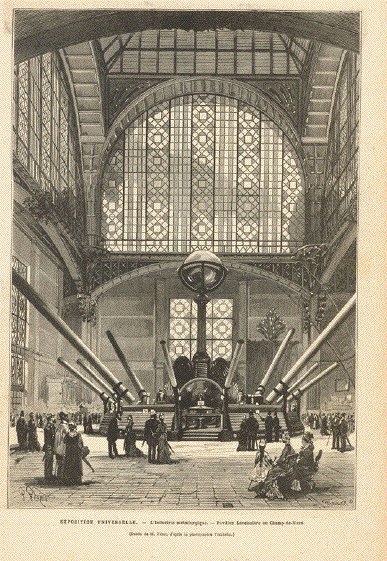
Exposition Universelle - L'Industrie métallurgique - Pavillon Laveissiere au Champ-de-Mars en 1878.
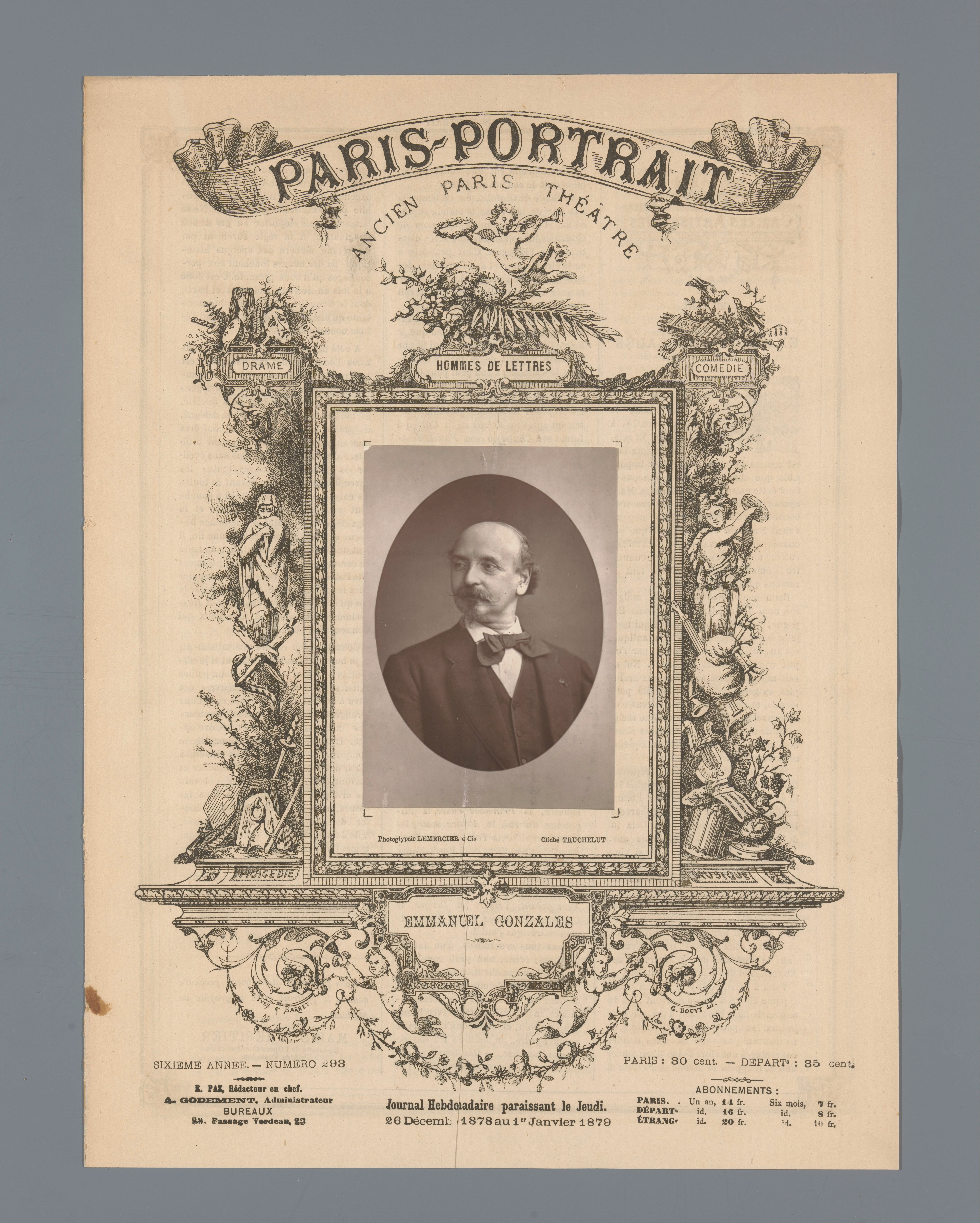
Emmanuel Gonzales - romancier.

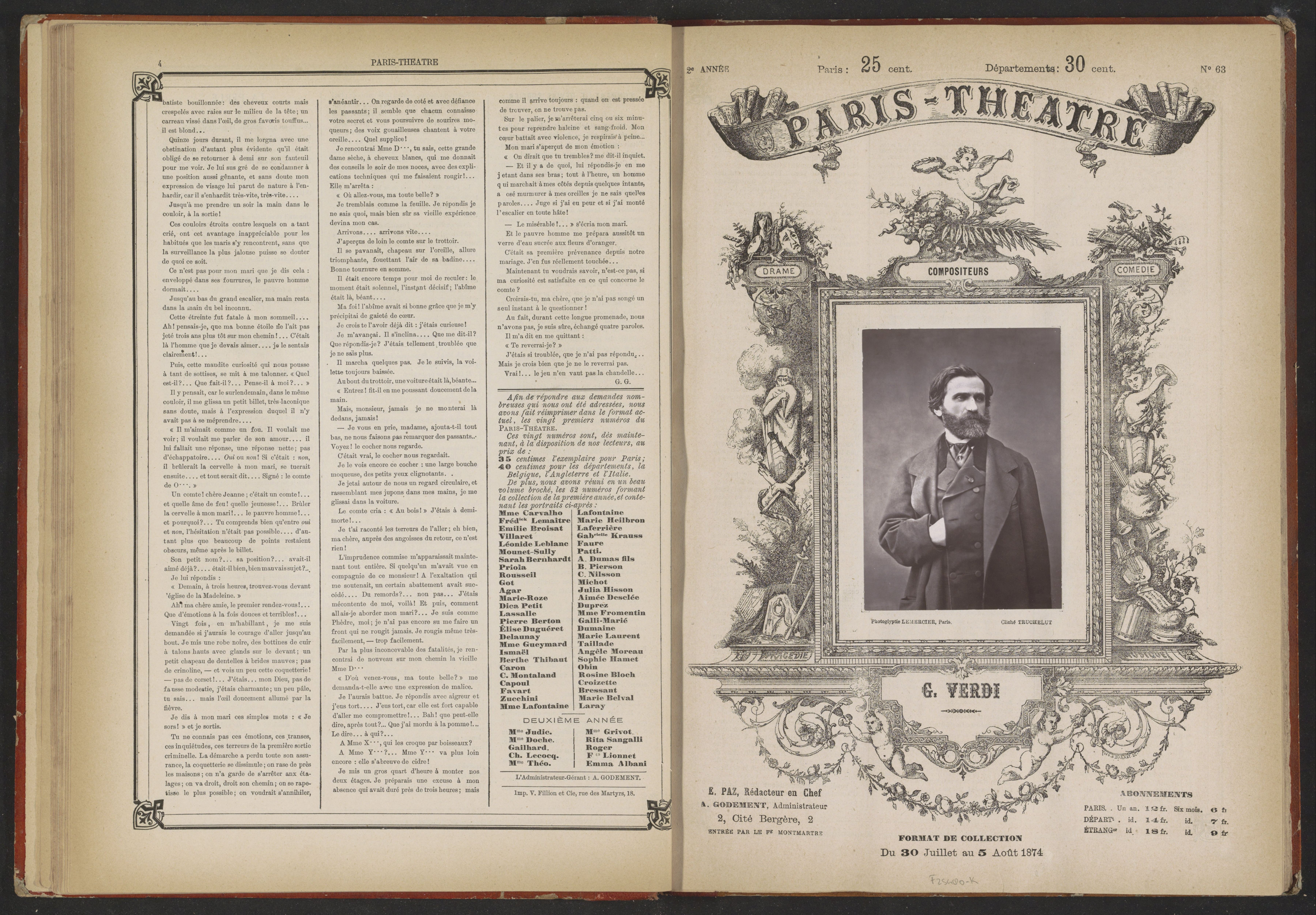
Giuseppe Verdi - compositeur.
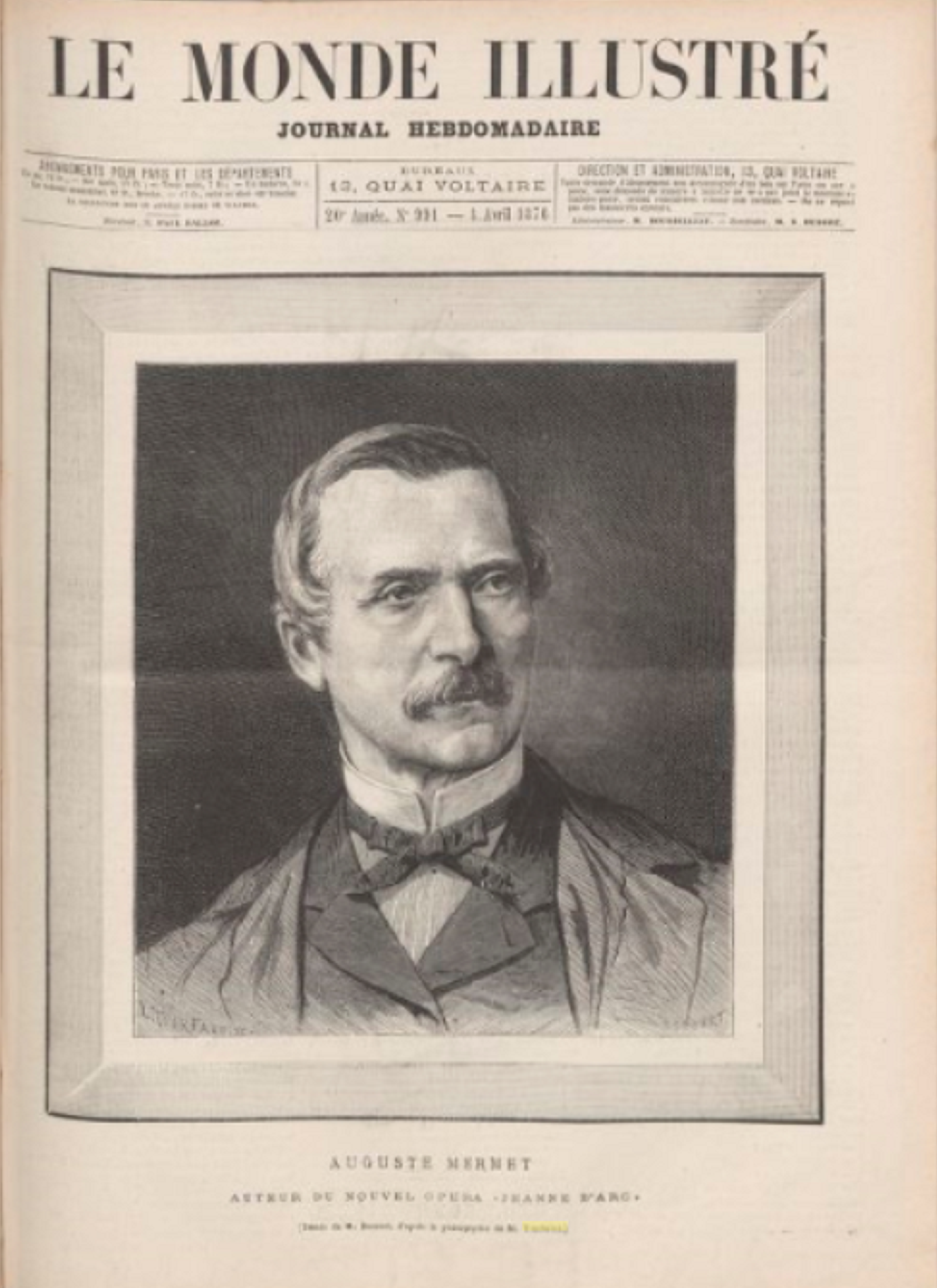
Auguste Mermet - compositeur.
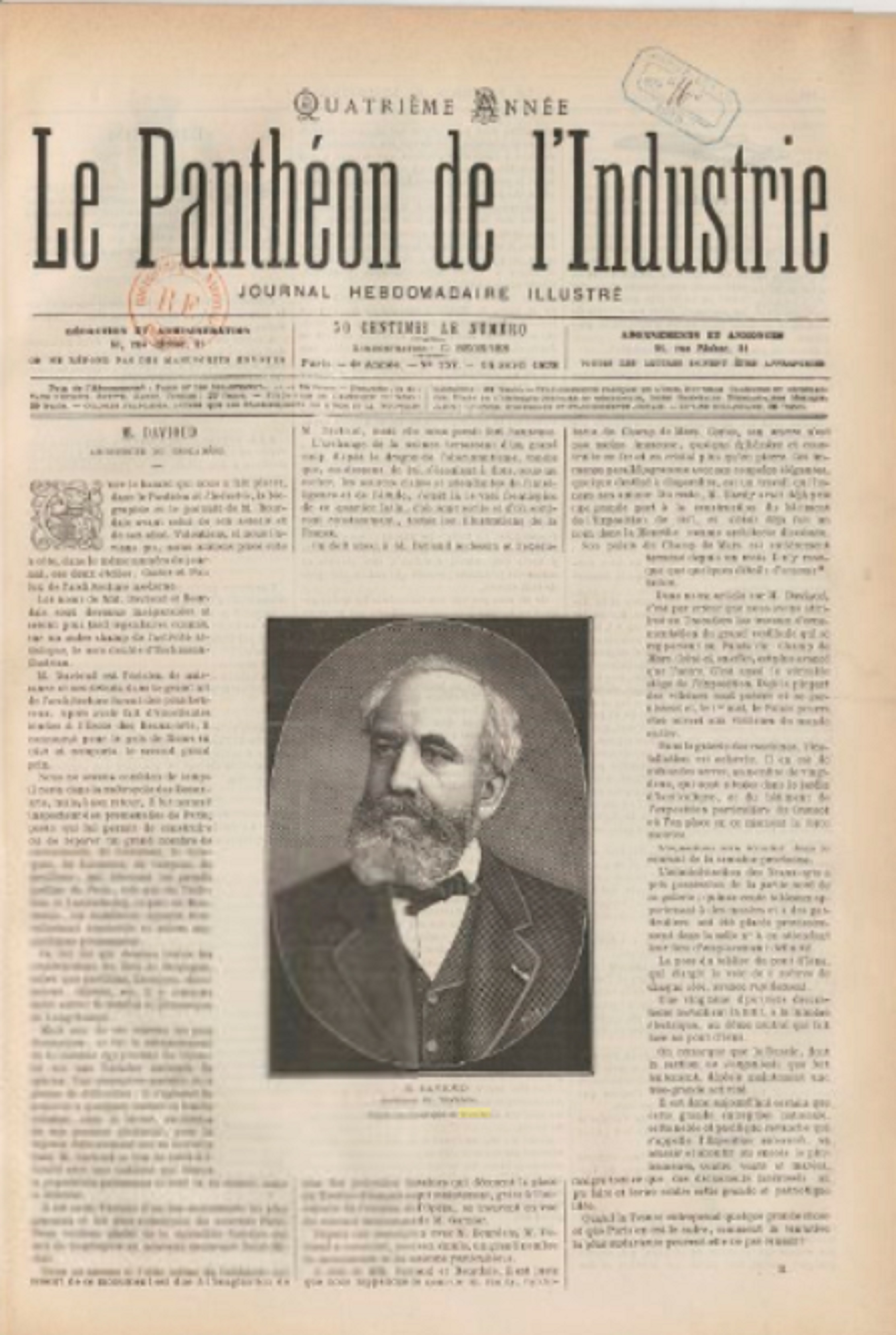
Gabriel Davioud - architecte.

## Brevets d'invention et Certificats d'addition déposés en France

### Les brevets liés à l’horlogerie
- 1839, 25 octobre : (brevet d’invention sans numéro) : montre thexique ou à réveil
- 1870, 22 juin : (brevet d’invention no 90505) : montre à pulsations répétant à volonté les heures et les minutes.
- 1871, 10 juin : certificat d'addition au brevet d’invention no 90505
- 1886, 30 décembre : (brevet d’invention no 180587) amélioration sur "répétition à pulsations"
- 1889, 1er mai : certificat d'addition au brevet d’invention no 180587

### Les brevets liés à la photographie
- 1863, 19 septembre : (brevet d’invention no 60031) photographie sur toiles et cartons pour peinture à l'huile, exécutée directement par les procédés d'agrandissement
- 1864, 15 septembre : certificat d'addition au brevet d’invention no 60031

### Les autres brevets
- 1854, 26 juin : (brevet d’invention no 19985) machine à laver les planchers des appartements dite laveur
- 1867, 26 juillet : (brevet d’invention no 77313) appareil dit offre-cartes
- 1868, 26 mars : certificat d'addition au brevet d’invention no 77313
- 1881, 09 mars : (brevet d’invention no 141607) produit dit la corioline, pour augmenter l'adhérence des courroies de transmission
- 1884, 25 février : certificat d'addition au brevet d’invention no 154054 "Méthode de fermentation des matières animales et végétales, ayant pour but d'en recueillir tous les principes utiles à l'agriculture et à l'industrie" (Brevet déposé par son fils Théodore le 2 mars 1883)
- 1884, 31 mai : (brevet d’invention no 162486) application à l'éclairage spontané du gaz, du principe de la dilatation inégale des métaux, par la chaleur
- 1884, 28 juillet : certificat d'addition au brevet d’invention no 162486
- 1885, 16 juillet : (brevet d’invention no 170129) procédé général de gravure appliqué à l'impression
- 1886, 10 mars : (brevet d’invention no 174676) perfectionnements apportés aux machines à creuser les corps durs tels que le verre, les métaux, etc.
- 1886, 01 juillet : (brevet d’invention no 177123) verres dépolis pour l'éclairage
- 1886, 30 novembre : (brevet d’invention no 180009) perfectionnement dans la méthode de traitement des matières azotées, en vue d'en retirer l'ammoniaque
- 1886, 22 décembre : (brevet d’invention no 180422) perfectionnement dans les lampes électriques à incandescence
- 1889, 15 avril : certificat d'addition au brevet d’invention no 180009

### Brevet d'invention lié à la photographie déposé en Angleterre
- 1864, 6 octobre : (Patent of Invention no 2465) Certain improvements in photography for obtaining images direct on cloth and other materials

## Collections publiques

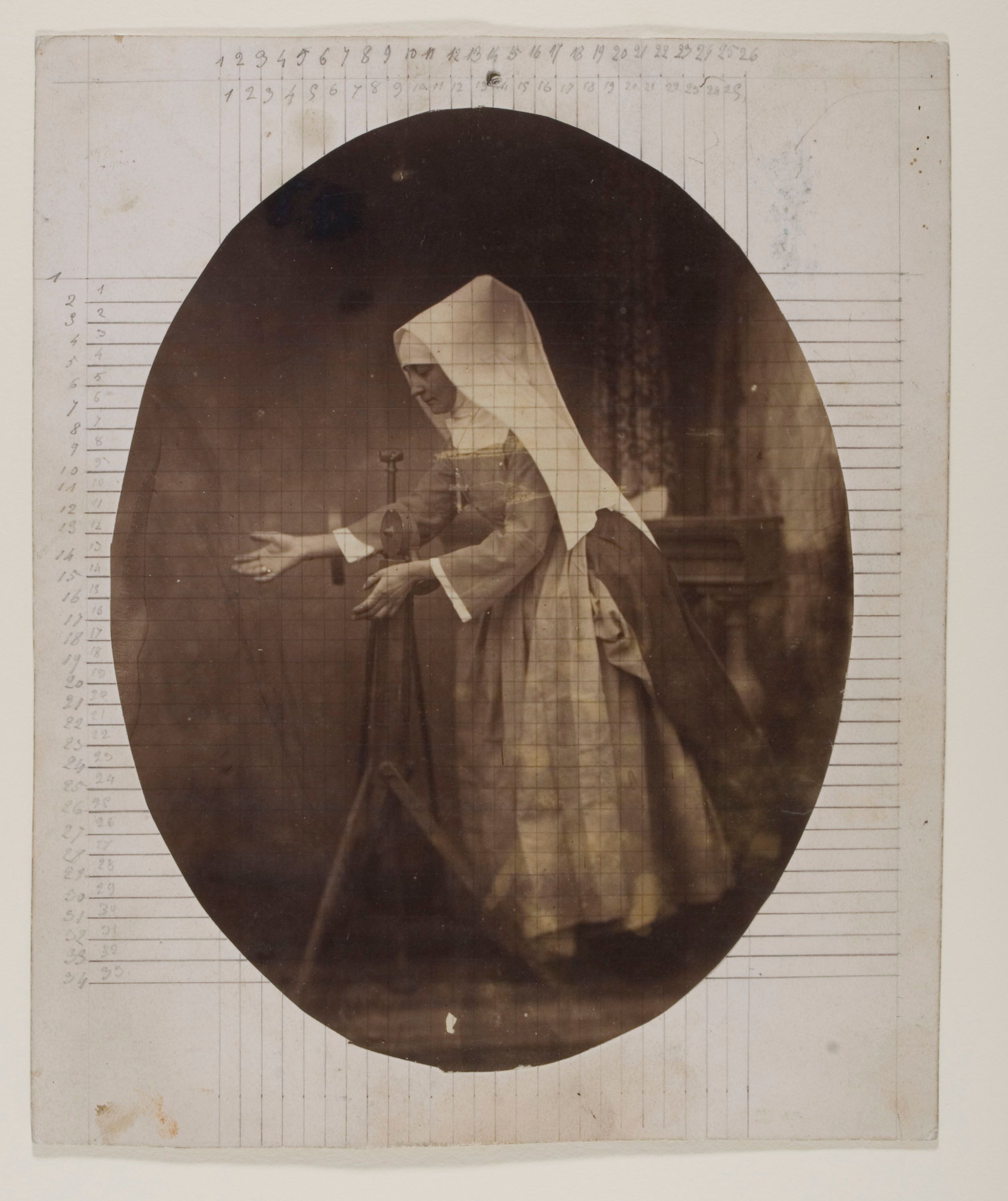
Étude d'une nonne par Truchelut.

Plusieurs institutions ou musées en France et à l'étranger conservent dans leurs archives ou collections des œuvres, significatives ou non, par Jean Nicolas Truchelut (ou des rééditions par Truchelut & Valkman). La Bibliothèque nationale de France (BNF), l’Institut national de la propriété industrielle (INPI), le musée Carnavalet à Paris, la Biblioteca Municipal (Patrimonial) de Guayaquil en Équateur ou The Wellcome Library de Londres par exemple. Elles conservent plusieurs portraits de personnalités comme celui de Charles Garnier, Eugène Viollet-le-Duc, Jules Verne ou Georges Clemenceau. The Snite Museum of Art de l'Indiana aux États-Unis possède un remarquable ensemble par Jean Nicolas Truchelut.

## Collections privées
D'après plusieurs articles de presse publiés début 2020, Christophe Dubois Rubio possède la plus importante collection de panotypes par Truchelut et un remarquable ensemble de cartes de visite des membres de l'Académie.

## Anecdotes

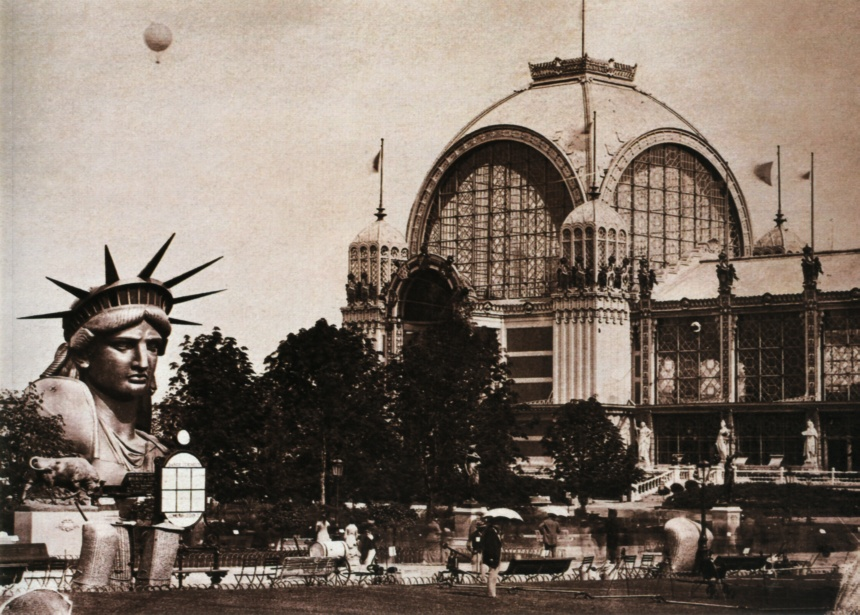
Parc du Champ-de-Mars - Exposition universelle de 1878.

- Le 10 août 1853, la société Wulff & Cie tente de dérober l'invention du panotype en déposant une demande de reconnaissance[20] à l'Académie des Sciences. Demande refusée pour défaut d'information sur le mode opératoire et sur lettre[20] de Jean Nicolas Truchelut pour contester la demande et en revendiquer parallèlement l'invention.
- L'année suivante, le 26 juin 1854, Truchelut dépose le brevet d'invention pour une « Machine à laver les planchers des appartements dite laveur ». Ce brevet est illustré de deux panotypes. Truchelut profite de l'occasion pour indiquer qu'il est l'inventeur de cette technique photographique. Ce brevet se trouve également être l'un des tout premiers brevets de l'histoire à être illustré par une photographie et non un dessin.
- Le 16 mai 1876, Jean Nicolas Truchelut fut nommé photographe d'Antoine de Tounens, S.M le roi d'Araucanie et de Patagonie[43].
- Dans les années 1870-80, Truchelut est bien connu comme l'atteste une rubrique de faits divers du Petit Journal, l'un des quatre plus grands quotidiens français : « M. Truchelut, le photographe bien connu, sorti pour affaire, avait emporté sur lui un chèque de mille francs… »[44].
- En plus de ses portraits de célébrités, Jean Nicolas Truchelut fut l'un des premiers à s’intéresser à l’esthétique de l'architecture[45].

## Descendance
Jean Nicolas Truchelut a été marié deux fois et a eu six enfants.
De l'union avec sa première épouse (Françoise Pierrette Joséphine Gastier), ils eurent deux enfants[Quoi ?], dont André Truchelut, géomètre et expert renommé de la région des Dombes. Son ouvrage Coutumes et usages des étangs de la Dombes et de la Bresse fait toujours référence : « Cet ouvrage a un impact pratique et social tel que ses utilisateurs le désignent familièrement comme : « le Truchelut ». ».
De l'union avec sa seconde épouse (Joséphine Charlotte Félicité Adèle Victoire Herbin), ils eurent quatre enfants, dont Marie Truchelut, épouse de Valkman. Son époux s’associera avec son frère Théodore pour succéder à Jean Nicolas sous la raison sociale "Truchelut & Valkman".